# Finsch' spechtpapegaai
De Finsch' spechtpapegaai (Micropsitta finschii) is een vogel uit de familie
Psittaculidae (papegaaien van de Oude Wereld). Deze vogel is genoemd naar de Duitse ornitholoog Friedrich Hermann Otto Finsch. Ze zijn 9.5 cm lang.

## Verspreiding en leefgebied
Deze soort is endemisch op de Salomonseilanden en telt vijf ondersoorten:
- M. f. viridifrons: New Hanover Island, Nieuw-Ierland, Lihir (Bismarck-archipel).
- M. f. nanina: Bougainville, Choiseul en Santa Isabel (noordelijke Salomonseilanden).
- M. f. tristrami: Vella Lavella, Kolombangara, Rendova en nabijgelegen eilanden (centrale Salomonseilanden).
- M. f. aolae: Russell-eilanden, Guadalcanal en Malaita (oostelijk-centrale Salomonseilanden).
- M. f. finschii: Ugi, San Cristóbal en Rennell (zuidoostelijke Salomonseilanden).

## Status
De grootte van de populatie is niet gekwantificeerd maar de soort wordt omschreven als zeer algemeen. Op de Rode lijst van de IUCN heeft deze soort de status niet bedreigd.